# لاسلو نادی (بازیکن فوتبال)
لاسلو نادی (مجاری: László Nagy؛ زادهٔ ۲۱ اکتبر ۱۹۴۹) بازیکن و مربی فوتبال اهل مجارستان بود.
از باشگاه‌هایی که در آن بازی کرده‌است می‌توان به باشگاه فوتبال اوی‌پشت و باشگاه فوتبال لوتسرن اشاره کرد.
وی به‌همراه تیم ملی فوتبال مجارستان در بازی‌های المپیک تابستانی ۱۹۶۸ به مقام قهرمانی دست پیدا کرده‌است.